# Batyżowiecki Potok
Batyżowiecki Potok, również zwany Batyżowiecką Wodą (słow. Batizovský potok, Batizovská voda, niem. Botzdorfer Bach, węg. Batizfalvi-patak) – potok płynący Doliną Batyżowiecką w słowackich Tatrach. Jest głównym ciekiem wodnym tej doliny. Wypływa z południowo-wschodniego brzegu Batyżowieckiego Stawu. Poniżej Batyżowieckich Spadów (tworzy na nich liczne kaskady zwane Batyżowieckimi Wodospadami) powstaje w wyniku bifurkacji jego zachodnia odnoga, Sucha Woda Batyżowiecka. Powyżej wsi Batyżowce utworzona jest sztuczna, wschodnia odnoga zwana Wabą (słow. Vába). Batyżowiecki Potok wpada do Wielickiej Wody poza Tatrami – na północny wschód od miasta Świt.
Na niektórych mapach Batyżowiecki Potok nosi nazwę Kahul lub Kahule, nazwy te dotyczą przeważnie górnego biegu potoku, jednak czasem też środkowego lub dolnego. Nazwa Kahul odnosi się również do okolicy nad wschodnim brzegiem potoku (dokładniej na północny wschód od Niżnich Hagów).